# (9835) 1984 UD
(9835) 1984 UD est un astéroïde de la ceinture principale découvert en 1984.

## Description
(9835) 1984 UD a été découvert le 17 octobre 1984 à l'observatoire Kleť, en République tchèque, en Bohême-du-Sud, par Zdeňka Vávrová.

### Caractéristiques orbitales
L'orbite de cet astéroïde est caractérisée par un demi-grand axe de 2,74 UA, un périhélie de 2,06 UA, une excentricité de 0,25 et une inclinaison de 9,22° par rapport à l'écliptique. Du fait de ces caractéristiques, à savoir un demi-grand axe compris entre 2 et 3,2 UA et un périhélie supérieur à 1,666 UA, il est classé, selon la JPL Small-Body Database, comme objet de la ceinture principale.

### Caractéristiques physiques
(9835) 1984 UD a une magnitude absolue (H) de 13,3 et un albédo estimé à 0,485.